# Fressenneville
Fressenneville est une commune française située dans le département de la Somme, en région Hauts-de-France.

## Géographie

### Localisation
Fressenneville est un bourg picard situé dans le Vimeu.
Limitrophe de Friville-Escarbotin et Feuquières-en-Vimeu, la localité est située à 9 km au nord de Gamaches, 11 km au nord-est d'Eu-le-Tréport, 18 km au sud-ouest d'Abbeville, 39 km au nord-est de Dieppe et à 55 km au nord-ouest d'Amiens à vol d'oiseau.
Le territoire de la commune est limitrophe de ceux de sept communes.
Les communes limitrophes sont Woincourt, Aigneville, Dargnies, Embreville, Feuquières-en-Vimeu, Friville-Escarbotin et Nibas.

### Géologie et relief
La superficie de la commune est de 8,66 km2 ; son altitude varie de 63  à   129 mètres. 

### Hydrographie

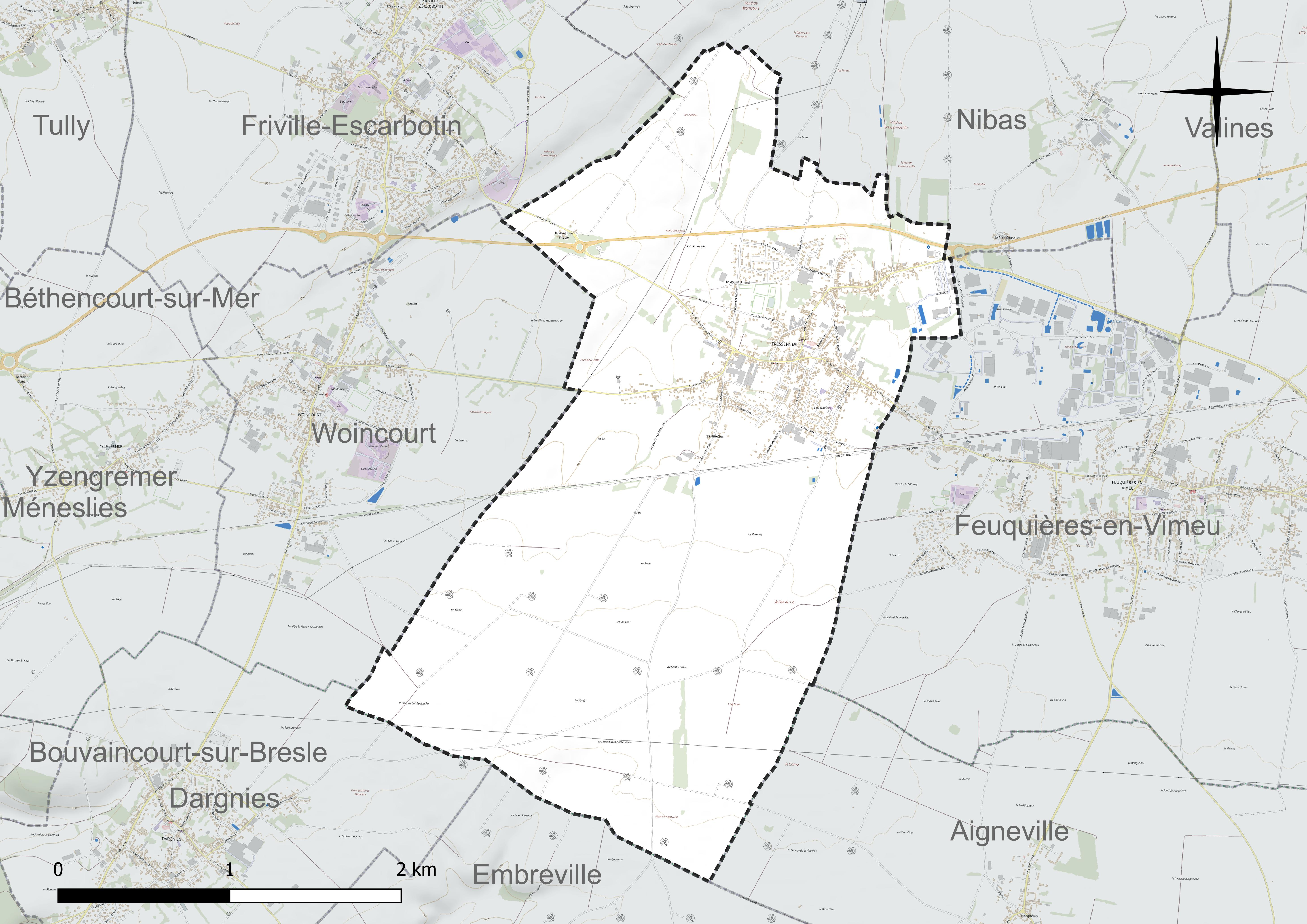
Réseau hydrographique de Fressenneville.

La commune est traversée par la ligne de partage des eaux entre les bassins hydrographiques Artois-Picardie et Seine-Normandie. Elle n'est drainée par aucun cours d'eau.

### Climat
Pour des articles plus généraux, voir Climat des Hauts-de-France et Climat de la Somme.
En 2010, le climat de la commune est de type climat océanique franc, selon une étude du CNRS s'appuyant sur une série de données couvrant la période 1971-2000. En 2020, Météo-France publie une typologie des climats de la France métropolitaine dans laquelle la commune est exposée à un climat océanique et est dans la région climatique Côtes de la Manche orientale, caractérisée par un faible ensoleillement (1 550 h/an) ; forte humidité de l'air (plus de 20 h/jour avec humidité relative > 80 % en hiver), vents forts fréquents.
Pour la période 1971-2000, la température annuelle moyenne est de 10,4 °C, avec une amplitude thermique annuelle de 13,1 °C. Le cumul annuel moyen de précipitations est de 875 mm, avec 12,7 jours de précipitations en janvier et 8,4 jours en juillet. Pour la période 1991-2020, la température moyenne annuelle observée sur la station météorologique la plus proche, située sur la commune de Cayeux-sur-Mer à 14 km à vol d'oiseau, est de 11,4 °C et le cumul annuel moyen de précipitations est de 761,1 mm,. Pour l'avenir, les paramètres climatiques de la commune estimés pour 2050 selon différents scénarios d'émission de gaz à effet de serre sont consultables sur un site dédié publié par Météo-France en novembre 2022.

### Milieux naturels et biodiversité
La protection réglementaire est le mode d’intervention le plus fort pour préserver des espaces naturels remarquables et leur biodiversité associée. Depuis sa création en 2020, à l'initiative de la région Hauts-de-France, la commune fait partie du parc naturel régional Baie de Somme - Picardie maritime.
La commune ne possède pas de zones naturelles d'intérêt écologique, faunistique et floristique ni de site Natura 2000.

## Urbanisme

### Typologie
Au 1er janvier 2024, Fressenneville est catégorisée petite ville, selon la nouvelle grille communale de densité à sept niveaux définie par l'Insee en 2022.
Elle appartient à l'unité urbaine de Feuquières-en-Vimeu-Fressenneville, une agglomération intra-départementale regroupant deux  communes, dont elle est une commune de la banlieue,,. 
Par ailleurs la commune fait partie de l'aire d'attraction de Friville-Escarbotin, dont elle est une commune du pôle principal,. Cette aire, qui regroupe 33 communes, est catégorisée dans les aires de moins de 50 000 habitants,.
Fressenneville fait partie de la zone d'emploi de la Vallée de la Bresle-Vimeu.

### Occupation des sols

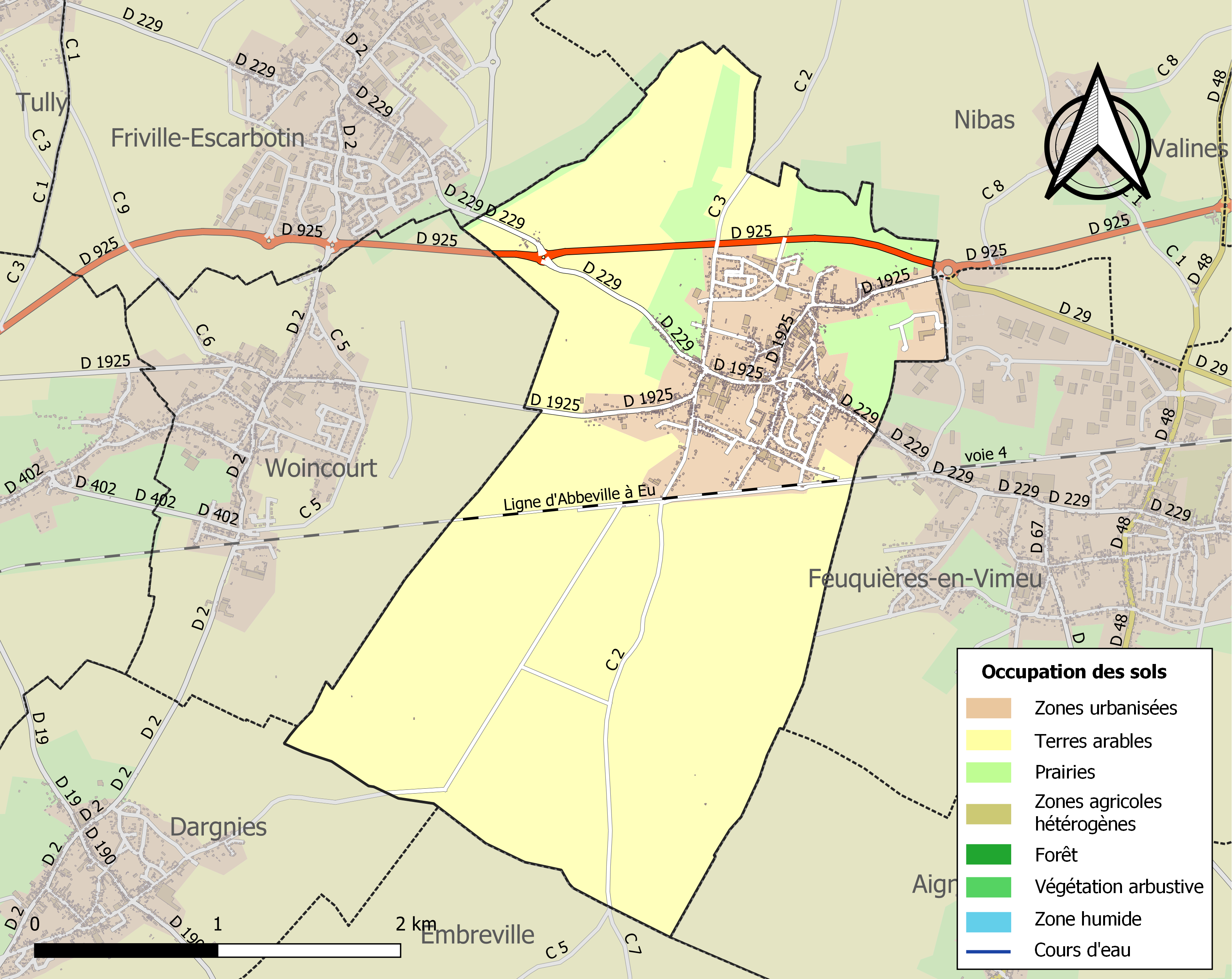
Carte des infrastructures et de l'occupation des sols de la commune en 2018 (CLC).

L'occupation des sols de la commune, telle qu'elle ressort de la base de données européenne d'occupation biophysique des sols Corine Land Cover (CLC), est marquée par l'importance des territoires agricoles (82,9 % en 2018), en diminution par rapport à 1990 (88,9 %). 
La répartition détaillée en 2018 est la suivante : terres arables (74 %), zones urbanisées (16,1 %), prairies (8,9 %), zones industrielles ou commerciales et réseaux de communication (0,9 %). 
L'évolution de l'occupation des sols de la commune et de ses infrastructures peut être observée sur les différentes représentations cartographiques du territoire : la carte de Cassini (XVIIIe siècle), la carte d'état-major (1820-1866) et les cartes ou photos aériennes de l'IGN pour la période actuelle (1950 à aujourd'hui).

### Habitat et logement
En 2021, le nombre total de logements dans la commune était de 1 133, alors qu'il était de 1 116 en 2016 et de 1 101 en 2011. 
Parmi ces logements, 88,5 % étaient des résidences principales, 2,7 % des résidences secondaires et 8,8 % des logements vacants. Ces logements étaient pour 87,5 % d'entre eux des maisons individuelles et pour 12 % des appartements. 
Le tableau ci-dessous présente la typologie des logements à Fressenneville en 2021 en comparaison avec celle de la Somme et de la France entière. Une caractéristique marquante du parc de logements est ainsi la faible proportion des résidences secondaires et logements occasionnels (2,7 %) par rapport au département (8,4 %) et à la France entière (9,7 %). 
| Typologie                                               | Fressenneville | Somme | France entière |
| ------------------------------------------------------- | -------------- | ----- | -------------- |
| Résidences principales (en %)                           | 88,5           | 83,1  | 82,2           |
| Résidences secondaires et logements occasionnels (en %) | 2,7            | 8,4   | 9,7            |
| Logements vacants (en %)                                | 8,8            | 8,5   | 8,1            |

### Voies de communications et transports
Fressenneville est desservie au nord par la route départementale 925 qui relie Abbeville à Le Tréport.
La commune est desservie par les lignes 702 (Mers-les-Bains - Abbeville) et 732 (Le Tréport - Abbeville) d'autocars du réseau interurbain Trans'80.
La gare de Feuquières - Fressenneville, située sur la ligne d'Abbeville à Eu, desservait la commune, mais la ligne n'est plus en service depuis 2018, cependant des projets sont étudiés, sans toutefois être inscrits au Contrat de plan État-région signé en 2023,.

## Toponymie
On trouve plusieurs formes pour désigner Fressenneville dans les textes anciens : Friscenevilla (1154), Fressenivilla (1159). Le toponyme serait d'origine germano-romane et se serait formé à partir, du radical villa signifiant domaine puis village avec en préfixe accolé le patronyme d'un personnage propriétaire du lieu, selon toute vraisemblance.

## Histoire

### Moyen Âge
Le 3 aout 881, se déroule la bataille de Saucourt-en-Vimeu. En débouchant sur le plateau qui s'étend entre Fressenneville et Saucourt (hameau de Nibas), on découvre la motte castrale, témoin probable de ce combat entre le roi Louis III et les Vikings. Les hommes du Nord, intrépides pirates, débarquaient, à chaque printemps, sur les côtes européennes. Ils se répandaient ensuite dans les environs et se livraient au pillage des villages, des villes et des abbayes. La terreur qu'ils semaient sur leur passage était si profonde que les populations aménagèrent des souterrains pour abriter leurs biens et leurs vies. Les Vikings laissèrent 8 000 des leurs sur le champ de bataille, dont leur chef Gormont, transpercé par l'épée du roi des Francs, Louis III.
En 1185, Hugues de Fressenneville est bienfaiteur de l'hôpital d'Abbeville. La famille possédait un château-fort, bâti sur une plate-forme entourée d'un double fossé circulaire[réf. nécessaire].
En 1469, « Frechenneville » comptait 26 feux (entre 100 et 120 habitants), selon la déclaration des feux de 1469, déposée aux archives départementales du Nord[source insuffisante].

### Époque moderne
En 1698, la population de Fressenneville était de 500 habitants, environs.
Au XVIIIe siècle, comme dans tout le Vimeu, la serrurerie s'implanta à Fressenneville, le village se spécialisant dans la production des cadenas. La population atteignait 725 âmes, en 1750.

### Révolution française et Empire
Les cahiers de doléances de la commune, rédigés en 1789, sont consultables sur le site des archives départementales, p. 173 à p. 176.

### Époque contemporaine

#### La grève de 1906
En 1906, la grève éclate dans la serrurerie Riquier, l'une des plus importantes du Vimeu qui employait plus de 400 ouvriers. Un syndicat de salariés avait été créé, mais la direction en congédie les dirigeants ; entraînant une émeute,,. L'usine et le château du patron sont incendiés. La presse nationale se fait l'écho de cet événement et le village est occupé par la troupe pendant plusieurs semaines, 32 personnes sont arrêtées et plusieurs grévistes incarcérés.
En mémoire de cet événement, la municipalité rachète le terrain où se trouvait autrefois le château, situé près de la place du village et y aménage un square : le « square du château brûlé ».
Dans la mémoire collective, Fressenneville est devenu « éch' poeyis éd' chés metteux d'fu » (le pays des incendiaires).

#### Première Guerre mondiale
Pendant la Première Guerre mondiale, en mars 1915, mille soldats cantonnent à Fressenneville.

#### Seconde Guerre mondiale
Pendant la Seconde Guerre mondiale, la résistance est très active.

## Politique et administration

### Rattachements administratifs et électoraux

#### Rattachements administratifs
La commune se trouve dans l'arrondissement d'Abbeville du département de la Somme.  
Elle faisait partie de 1801 à 1985 du canton d'Ault, année où elle intègre le canton de Friville-Escarbotin. Dans le cadre du redécoupage cantonal de 2014 en France, cette circonscription administrative territoriale a disparu, et le canton n'est plus qu'une circonscription électorale.

#### Rattachements électoraux
Pour les élections départementales, la commune fait partie depuis 2014 d'un nouveau canton de Friville-Escarbotin porté de 9 à 24 communes.
Pour l'élection des députés, elle fait partie de la troisième circonscription de la Somme.

### Intercommunalité
Fressenneville était membre de la communauté de communes du Vimeu Industriel, un établissement public de coopération intercommunale (EPCI) à fiscalité propre créé en 1997, et qui succédait au  « Syndicat à vocation multiple du Vimeu »  créé en 1964 dont la commune était déjà membre. Celle-ci lui avait transféré un certain nombre de ses compétences, dans les conditions déterminées par le code général des collectivités territoriales.
Dans le cadre des dispositions de la loi portant nouvelle organisation territoriale de la République du 7 août 2015, qui prévoit que les établissements publics de coopération intercommunale (EPCI) à fiscalité propre doivent avoir un minimum de 15 000 habitants, cette intercommunalité a fusionné avec la communauté de communes du Vimeu Vert pour former, le 1er janvier 2017, la communauté de communes du Vimeu, dont est désormais membre la commune.

### Tendances politiques et résultats
| Scrutin              | 1er tour | 1er tour | 1er tour | 1er tour | 1er tour | 1er tour | 1er tour | 1er tour | 1er tour | 1er tour | 1er tour | 1er tour |     | 2e tour | 2e tour | 2e tour | 2e tour | 2e tour | 2e tour | 2e tour | 2e tour | 2e tour |
| Scrutin              | 1er      | 1er      | %        | 2e       | 2e       | %        | 3e       | 3e       | %        | 4e       | 4e       | %        | 1er | 1er     | %       | 2e      | 2e      | %       | 3e      | 3e      | %       |         |
| -------------------- | -------- | -------- | -------- | -------- | -------- | -------- | -------- | -------- | -------- | -------- | -------- | -------- | --- | ------- | ------- | ------- | ------- | ------- | ------- | ------- | ------- | ------- |
| Municipales 2020     |          | DVG      | 51,39    |          | DVG      | 29,13    |          | SE       | 19,46    |          |          |          |     |         |         |         |         |         |         |         |         |         |
| Départementales 2021 |          | UGE      | 39,79    |          | RN       | 24,12    |          | UCD      | 20,00    |          | DVG      | 16,08    |     | UGE     | 59,34   |         | UCD     | 40,66   |         |         |         |         |
| Régionales 2021      |          | UCD      | 34,41    |          | UGE      | 20,65    |          | RN       | 19,35    |          | LO       | 12,47    |     | UCD     | 47,97   |         | UGE     | 29,67   |         | RN      | 22,36   |         |
| Présidentielle 2022  |          | RN       | 38,41    |          | LFI      | 20,70    |          | LREM     | 18,79    |          | PCF      | 6,29     |     | RN      | 60,94   |         | LREM    | 39,06   |         |         |         |         |
| Législatives 2022    |          | RN       | 29,98    |          | PCF      | 28,66    |          | LR       | 20,38    |          | LREM     | 13,91    |     | RN      | 50,27   |         | LR      | 49,73   |         |         |         |         |
| Européennes 2024     |          | RN       | 49,37    |          | PCF      | 8,54     |          | RE       | 8,42     |          | PS       | 7,29     |     |         |         |         |         |         |         |         |         |         |
| Législatives 2024    |          | RN       | 48,84    |          | PCF      | 26,28    |          | LR       | 18,66    |          | HOR      | 5,11     |     | RN      | 55,67   |         | LR      | 44,33   |         |         |         |         |

### Liste des maires
| Période                                  | Période                   | Identité                 | Étiquette | Qualité |
| ---------------------------------------- | ------------------------- | ------------------------ | --------- | --- |
| Les données manquantes sont à compléter. |                           |                          |           | |
|                                          |                           |                          |           | |
| 1853                                     | 1865                      | Jean-François Cassin     |           | |
| 1865                                     | 1880                      | Charles Zéphir Guerville |           | Fabricant de cadenas et de serrures légères Mort en fonction                                                       |
| 1880                                     | 1892                      | Nicolas Anthime Wattré   |           | |
| 1892                                     | 1897                      | Ridoux Lecat             |           | Propriétaire-agriculteur. Meurt en fonction                                                                        |
| 1897                                     | 1906                      | Julien Riquier           |           | Propriétaire de la plus grosse usine de la commune, démissionnaire                                                 |
| 1906                                     | 1935                      | Elisée Cassin            |           | |
| 1935                                     | mars 1950                 | Marcel Poiret            | SFIO      | Cadre, syndicaliste FO Mort en fonction                                                                            |
| mars 1950                                | mai 1967                  | Maurice Petit            | SFIO      | Employé au MRL Chevalier des palmes académiques Chevalier du mérite social Mort en fonction                        |
| mai 1967                                 | mars 1977                 | Guy Pruvot               | DVD       | |
| mars 1977                                | mars 2008                 | Noël Ricouard            | PCF       | Chef magasinier Conseiller régional de Picardie (1995 → 2004) Président de la CC du Vimeu Industriel (2003 → 2008) |
| mars 2008                                | avril 2014                | Alex Pauchet             | PCF diss. | |
| avril 2014                               | avril 2016,               | Annie-Claude Leuliette   | PS        | Infirmière Conseillère régionale de Picardie (2004 → 2015) Démissionnaire                                          |
| avril 2016                               | En cours (au 5 mars 2025) | Jean-Jacques Leleu       | DVG       | Ouvrier Réélu pour le mandat 2020-2026                                                                             |

## Population et société

### Enseignement
Fressenneville est située en zone B, dans l'académie d'Amiens.
La commune dispose de l'école maternelle publique Jean-Moulin et de l'école élémentaire publique Jean-Gaudier, construite en 1957 à l'emplacement de l'ancienne église Saint-Quentin,. La restauration scolaire est assurée à la Maison pour tous, mais la municipalité prévoit la construction d'un restaurant scolaire doté d'un espace d’accueil adapté aux plus jeunes.

### Santé et solidarité
La crèche Nid’Anges, gérée par l'intercommunalité, dispose en 2023 de 21 berceaux.

### Postes et télécommunications
Le bureau de poste ayant fermé, la municipalité gère depuis 2021 une agence postale communale jouxtant la mairie.

### Démographie
L'évolution du nombre d'habitants est connue à travers les recensements de la population effectués dans la commune depuis 1793. Pour les communes de moins de 10 000 habitants, une enquête de recensement portant sur toute la population est réalisée tous les cinq ans, les populations de référence des années intermédiaires étant quant à elles estimées par interpolation ou extrapolation. Pour la commune, le premier recensement exhaustif entrant dans le cadre du nouveau dispositif a été réalisé en 2007.

En 2022, la commune comptait 2 086 habitants, en évolution de −5,99 % par rapport à 2016 (Somme : −1,26 %, France hors Mayotte : +2,11 %).
| 1793 | 1800 | 1806 | 1821 | 1831  | 1836  | 1841  | 1846  | 1851  |
| ---- | ---- | ---- | ---- | ----- | ----- | ----- | ----- | ----- |
| 691  | 618  | 905  | 976  | 1 146 | 1 205 | 1 222 | 1 261 | 1 279 |

| 1856  | 1861  | 1866  | 1872  | 1876  | 1881  | 1886  | 1891  | 1896  |
| ----- | ----- | ----- | ----- | ----- | ----- | ----- | ----- | ----- |
| 1 336 | 1 385 | 1 502 | 1 601 | 1 686 | 1 684 | 1 740 | 1 771 | 1 841 |

| 1901  | 1906  | 1911  | 1921  | 1926  | 1931  | 1936  | 1946  | 1954  |
| ----- | ----- | ----- | ----- | ----- | ----- | ----- | ----- | ----- |
| 1 942 | 1 995 | 1 935 | 2 012 | 1 854 | 1 965 | 1 967 | 1 839 | 2 005 |

| 1962  | 1968  | 1975  | 1982  | 1990  | 1999  | 2006  | 2007  | 2012  |
| ----- | ----- | ----- | ----- | ----- | ----- | ----- | ----- | ----- |
| 2 258 | 2 342 | 2 594 | 2 487 | 2 422 | 2 334 | 2 267 | 2 257 | 2 254 |

| 2017  | 2022  | - | - | - | - | - | - | - |
| ----- | ----- | - | - | - | - | - | - | - |
| 2 207 | 2 086 | - | - | - | - | - | - | - |

En 1698, la population de Fressenneville est de 500 habitants.
En 1700, elle était de 600 âmes.
En 1750, elle passe à 725, grâce à l'extension des ateliers de serrurerie

### Sports et loisirs
L'US Nibas-Fressenneville est le club de football du village. Il est issu de la fusion entre l'Association des Anciens Élèves de Nibas et de l'Athlétique Club Fressenneville. Il évolue en Départementale 1 en 2023 et utilise le stade Marcel-Poiret de Fressenneville, les plus plus jeunes utilisant le stade Roger-Piot de Nibas.
D'autres club sportifs sont implantés à Fressenneville, tels le Karaté Club de Fressenneville et le  Judo Club Fressennevillois.
En 2025, la ville a accueilli en janvier 2025 le championnat de Picardie d'échecs, organisé avec le  Vimeu Chess Club (VCC).

## Culture locale et patrimoine

### Lieux et monuments
- Motte castrale[56],[57]

La butte est actuellement plate à son sommet. Elle est protégée concentriquement par une levée de terre derrière laquelle court un fossé.
Ancienne propriété du comte d'Hardivilliers, celui-ci fait exécuter des fouilles qui s'arrêtent face à une maçonnerie.
- L'église de Fressenneville en brique, dédiée à saint Quentin, a été terminée en 1906. Un dessin daté de 1853, d'Oswald Macqueron, représente l'ancienne église[a 4].

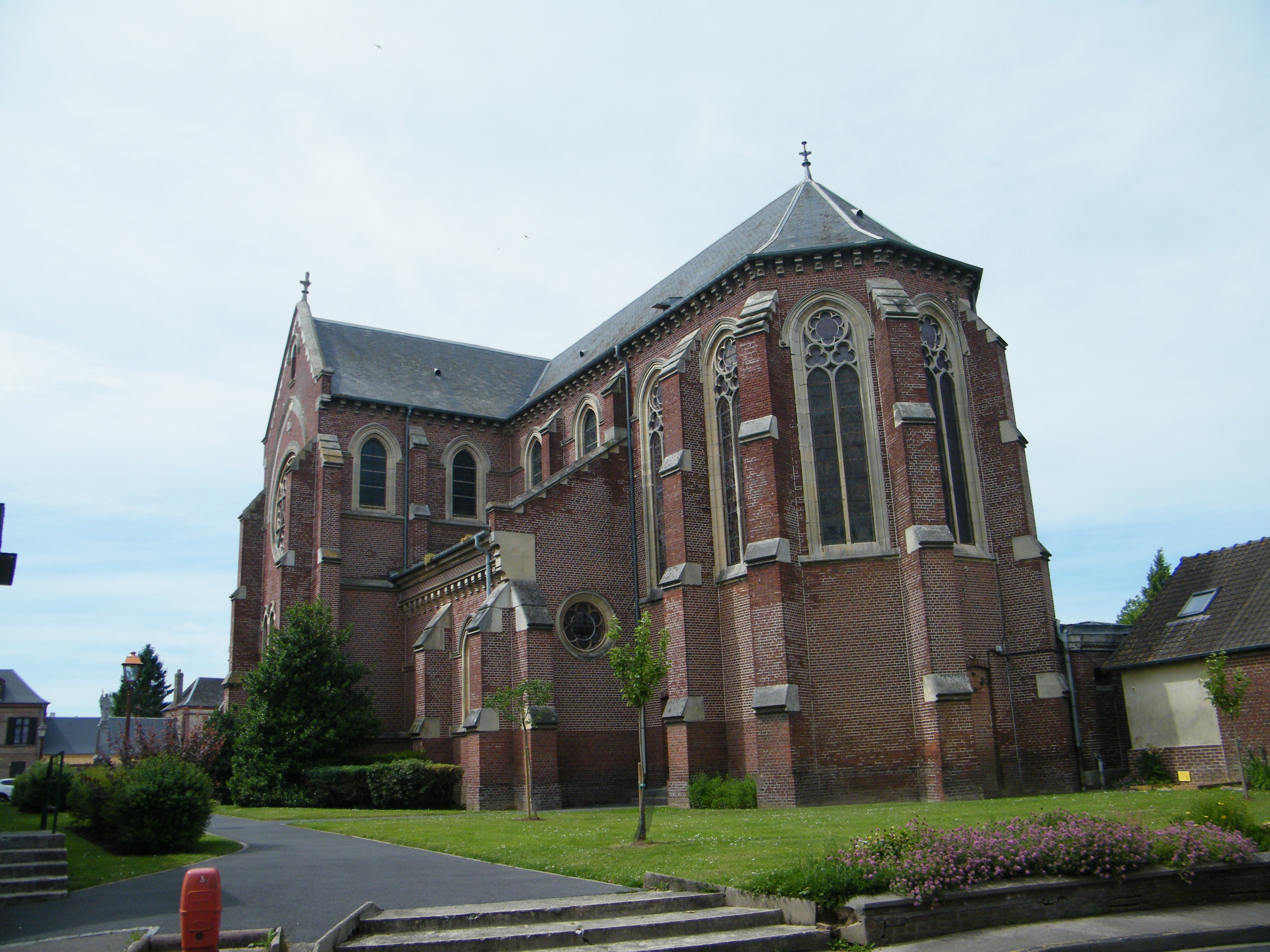
Église saint-Quentin.
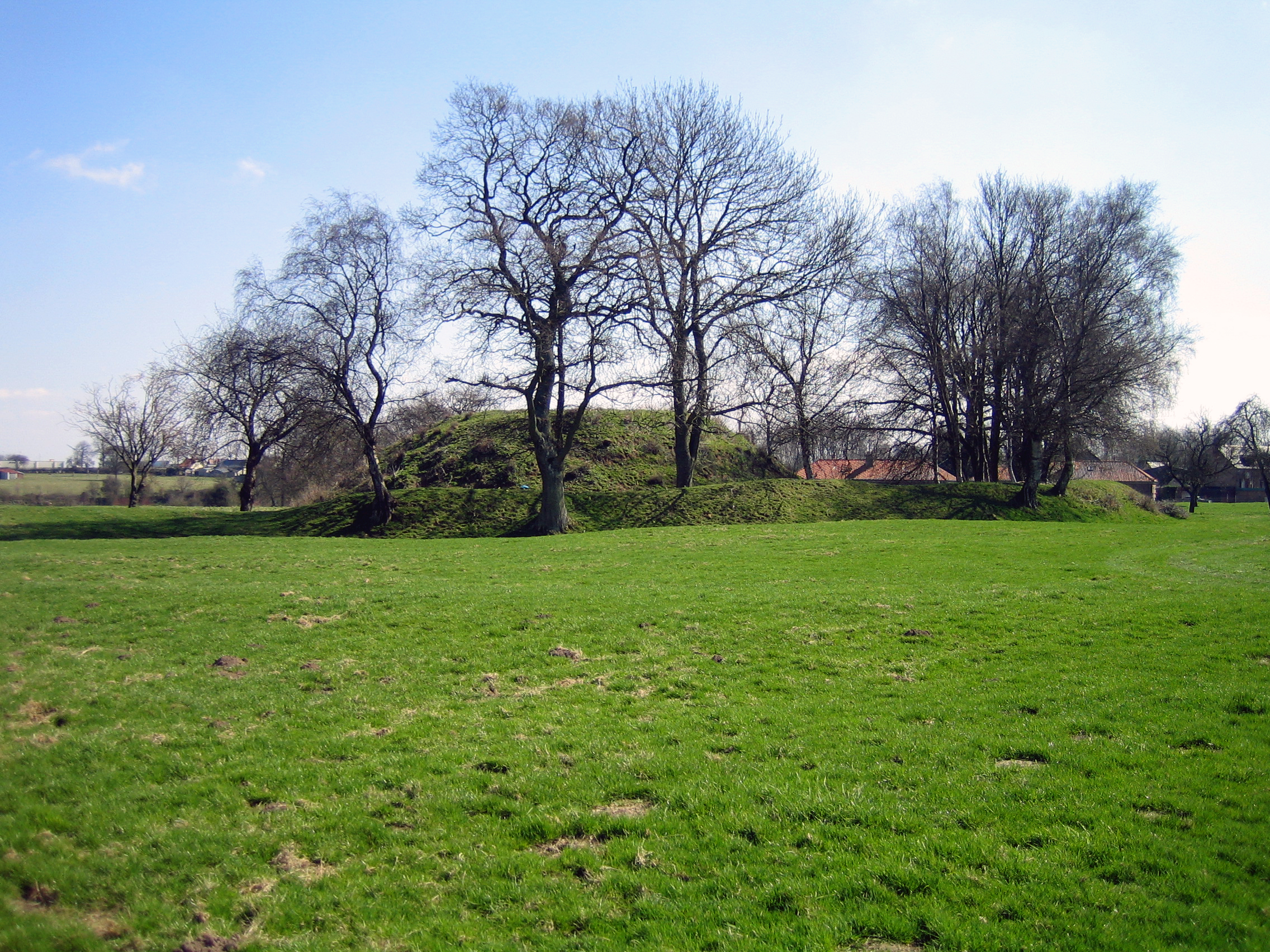
La motte castrale.
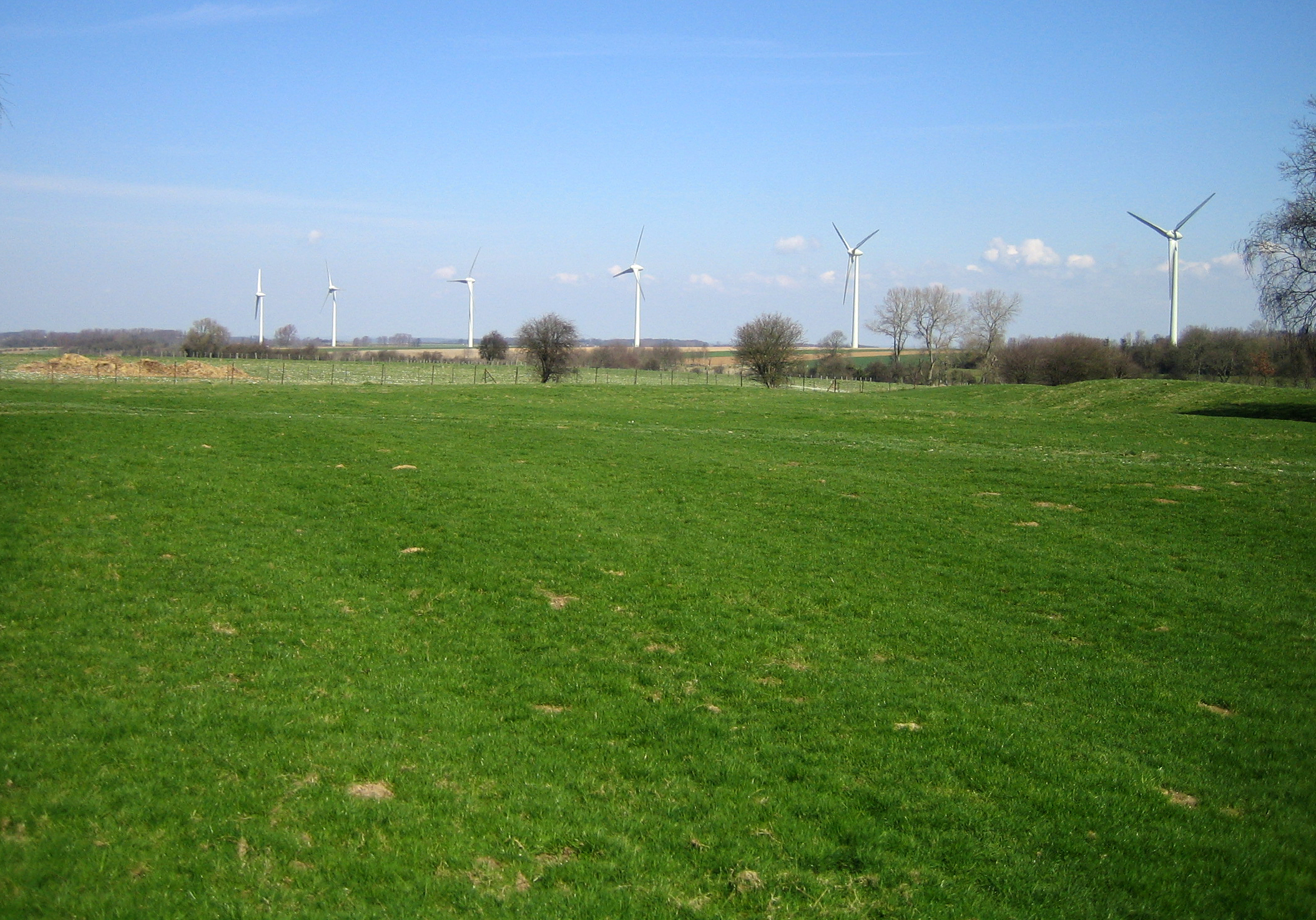
Éoliennes proches.
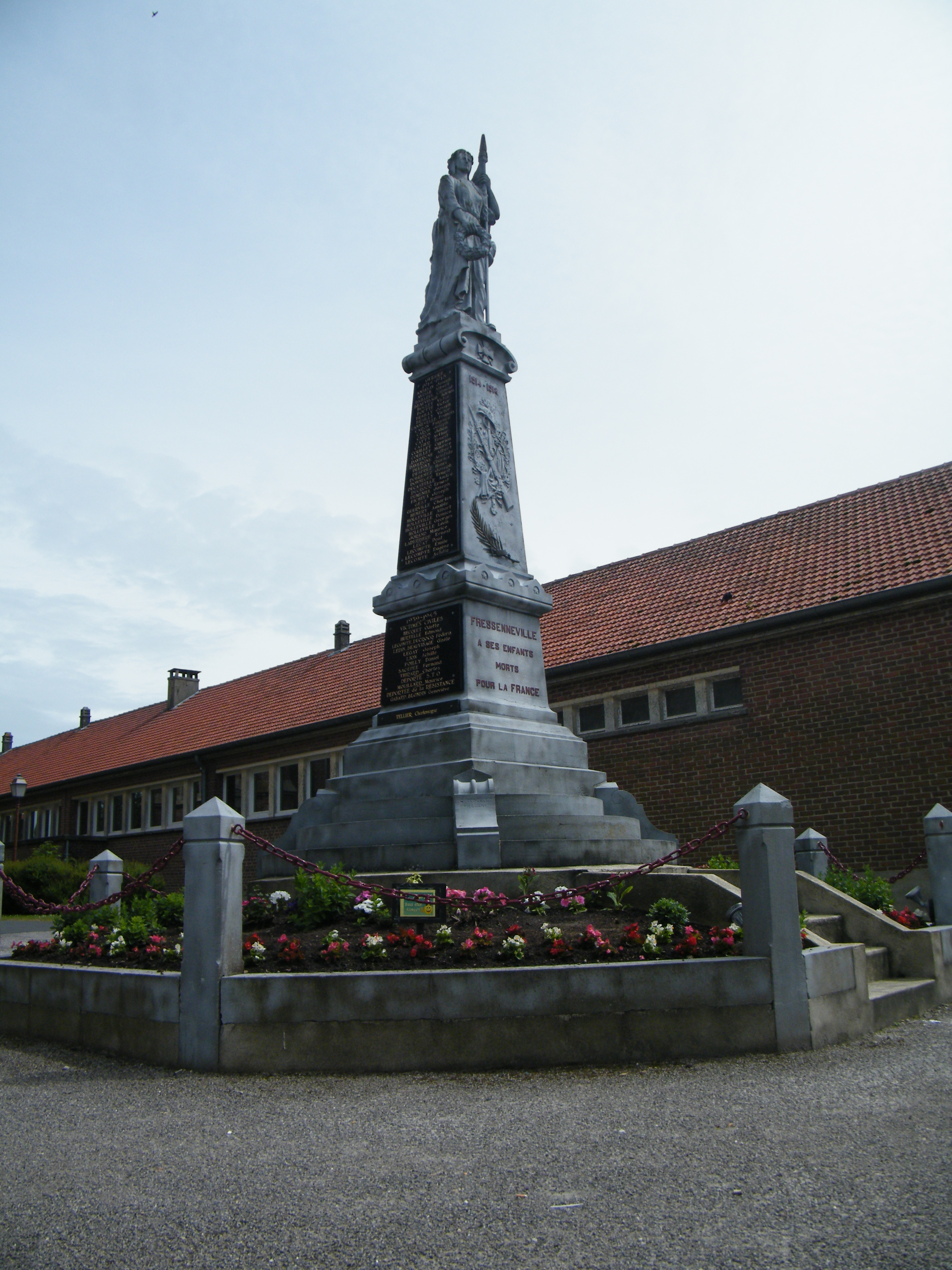
Monument aux morts près de l'église.
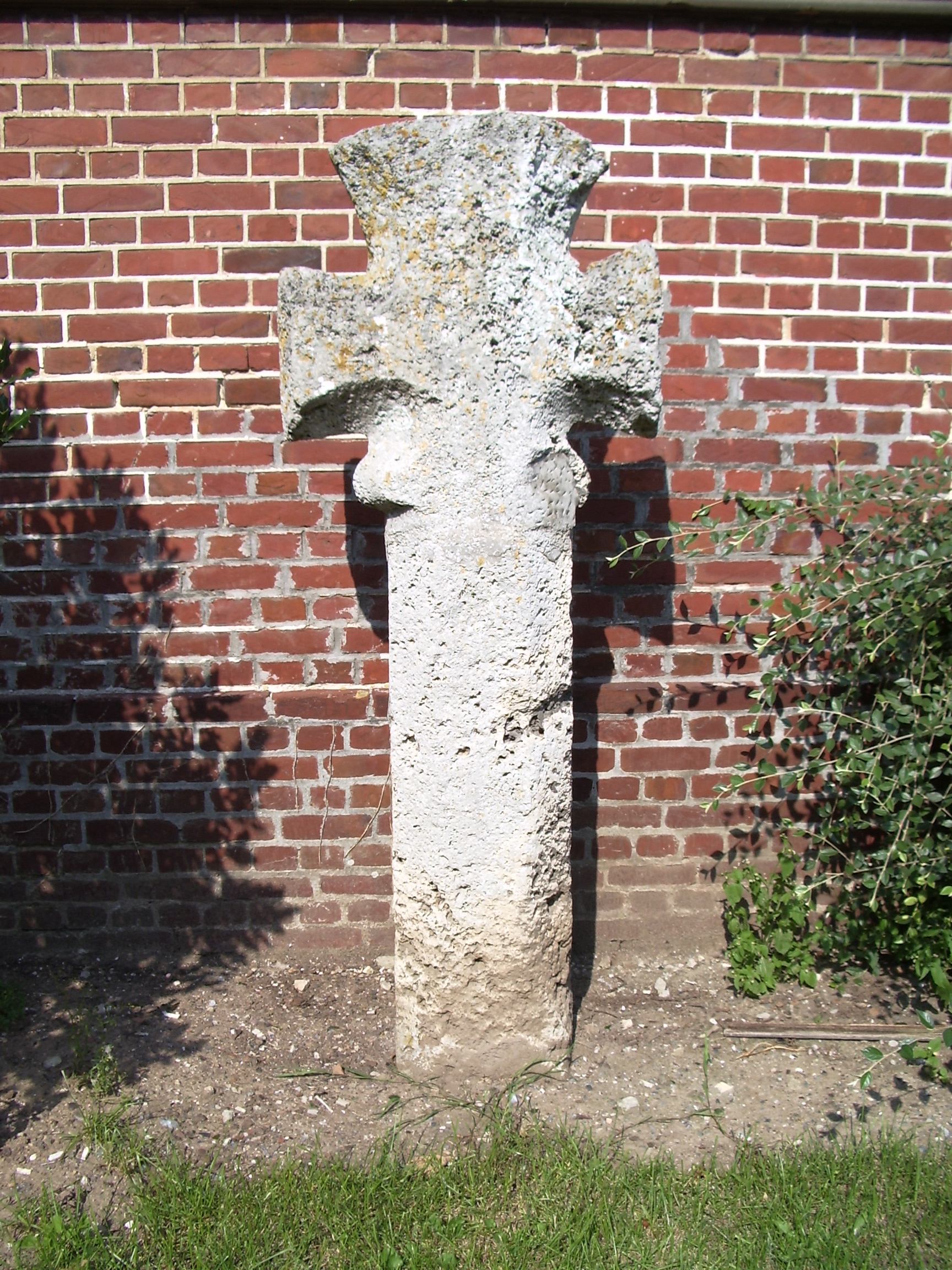
Croix de pierre typique du Vimeu à Fressenneville.

### Héraldique
| Blason de Fressenneville | Blason  | D'argent à la croix ancrée de gueules. |
| Blason de Fressenneville | Détails | La commune de Fressenneville utilise un blason qui reprend les armes représentées sur un sceau d'Hugues de Fressenneville figurant sur une charte de 1224 et conservé aux Archives départementales de la Somme. Le statut officiel du blason reste à déterminer. |

## Pour approfondir